# Volcan d'Agde

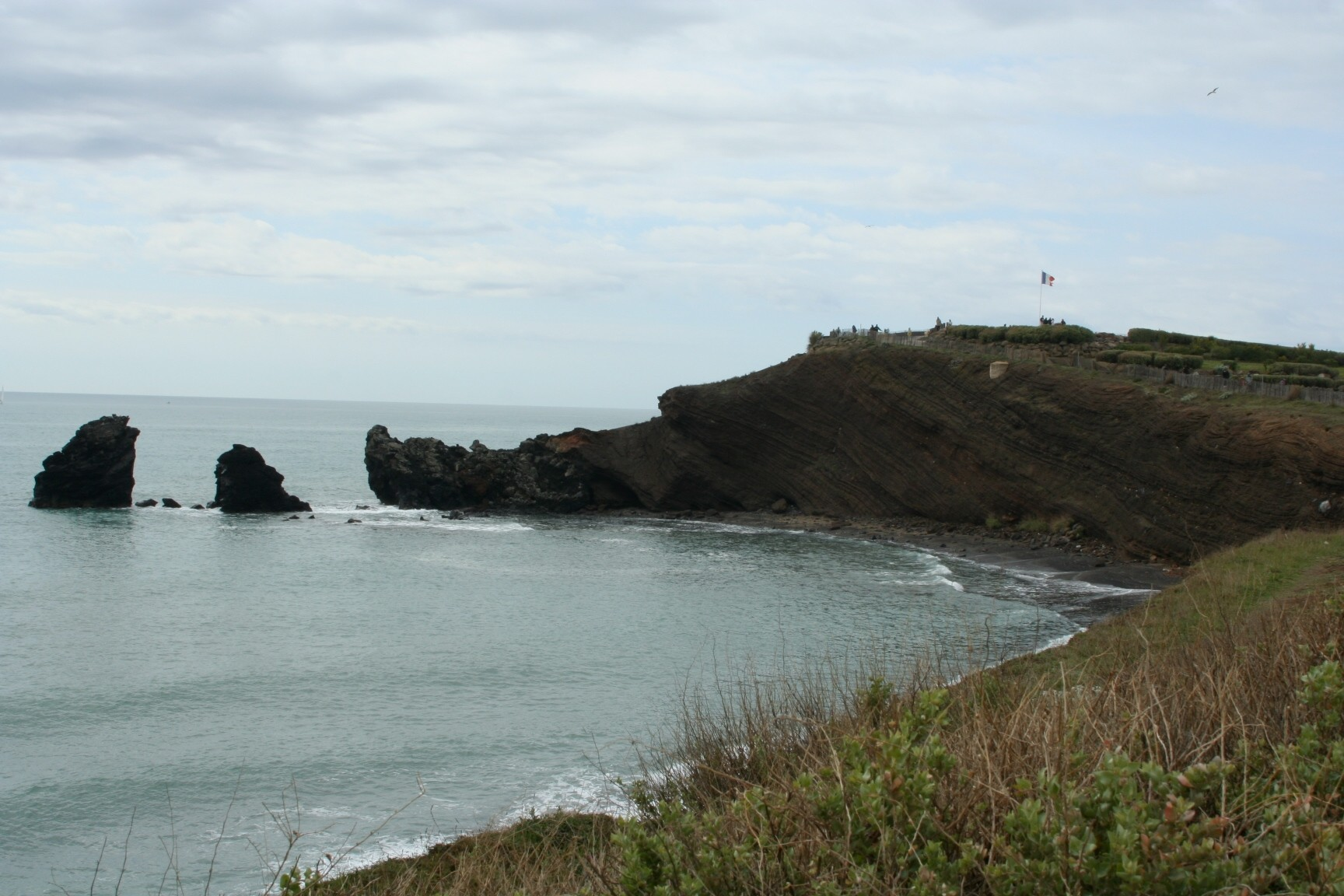
La pointe du cap d'Agde, il s'agit des restes d'un cône volcanique dont l'ancien emplacement du cratère est situé en mer. Le pendage des couches indique la forme du cône.

Alignement nord-sud des coulées basaltiques dans l'Hérault.

Le complexe volcanique d'Agde se trouve à l'extrémité d'une série volcanique disposée selon un axe nord-sud depuis la chaîne des Puys, les monts Dore, le Cézallier, le Cantal, l'Aubrac, les Causses et l'Escandorgue (dans l'Hérault) pour finir sur la rive méditerranéenne. 

## Description

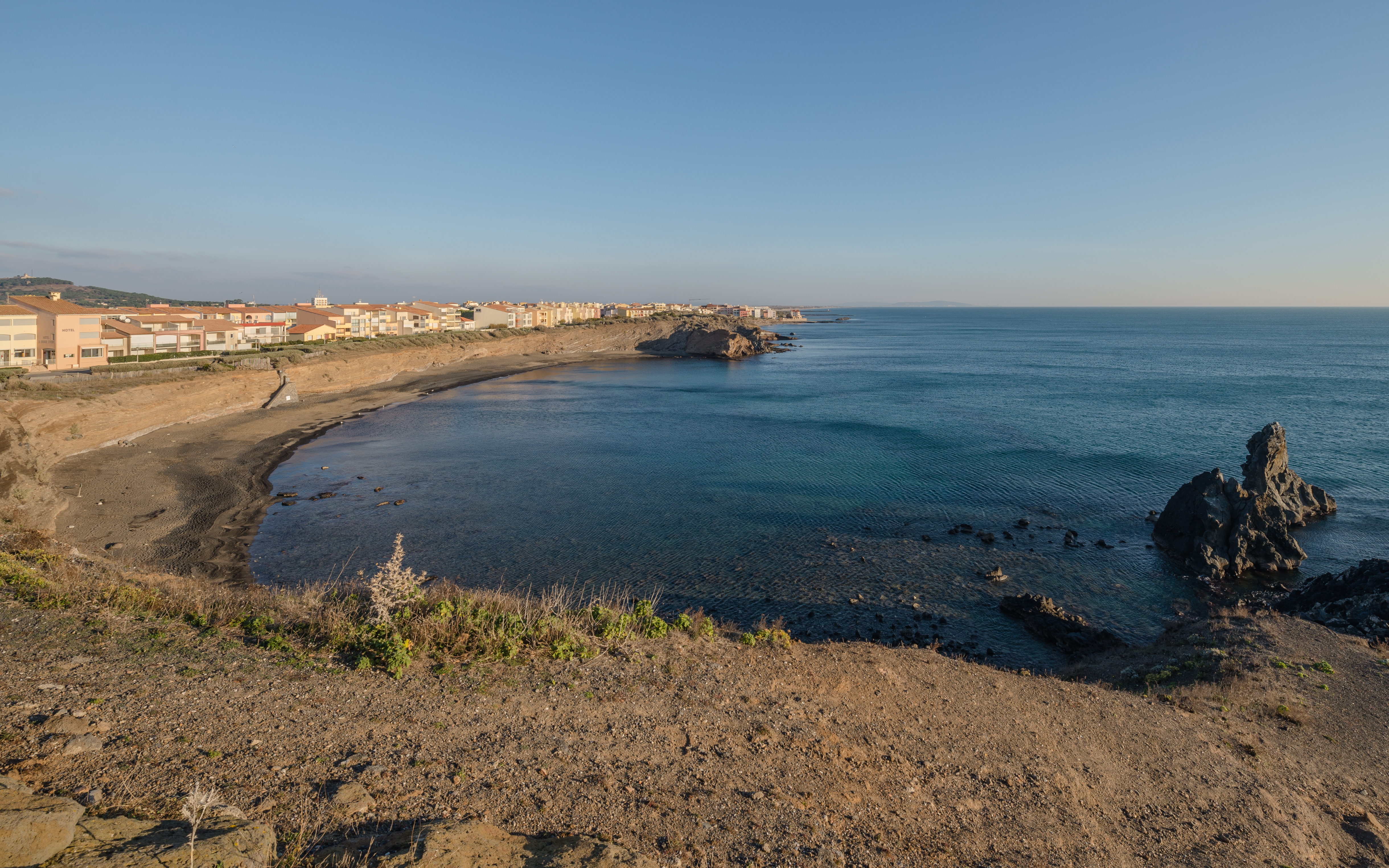
La Grande Conque.

Il s'étend sur environ 15 km2 et comprend trois cônes stromboliens dont les restes sont le mont Saint-Loup (112 m d'altitude), le Petit Pioch (35 m, mais ce sommet a été décapé en grande partie par une carrière d'exploitation de la pouzzolane, actuellement gagnée par l'extension du terrain de golf) et le mont Saint-Martin (55 m) en partie englobé dans l'urbanisation de la station balnéaire du Cap d'Agde.
De nombreuses coulées basaltiques recouvrent une partie de la commune et s'étendent en mer. L'activité volcanique s'est étalée sur 250 000 ans pour se terminer il y a 750 000 ans (Pléistocène). Les premières éruptions se seraient produites en milieu marin (un volcan de type surtseyen qui a formé la falaise à la plage de la Conque) et les dernières en milieu terrestre : volcan du mont Saint-Loup de type strombolien. 
Une coulée basaltique est visible à hauteur de la plage de la Conque (plage noire, le sable y étant constitué de débris basaltiques), dont la forme concave, en conque, est le résultat de l'érosion entre des reliefs basaltiques plus résistants qui sont les restes de dykes, dont au sud les « rochers des Deux Frères » tout proches du cap proprement dit.

## Exploitation
Ce complexe volcanique a été exploité par les hommes pour des monuments alentours. Des pierres taillées dans du basalte ont été employées pour construire la Cathédrale Saint-Étienne d'Agde ou le fort de Brescou.